# Родионов, Марк Иванович
Марк Иванович Родионов (1770—1826) — генерал-майор, герой Отечественной войны 1812 года и Заграничных походов 1813 и 1814 годов.

## Биография
Родился в 1770 году в Черкасске, сын генерал-майора Донского казачьего войска Ивана Родионова. В военную службу записан 1 января 1782 года в Донское войсковое правление, явился в строй 2 апреля 1786 года и был зачислен сотником в полк своего отца.
В 1787—1892 годах Родионов принимал участие в войне с турками и в 1788 году за отличие под Очаковым получил чин есаула. В 1789 году он сражался под Каушанами и Бендерами, был ранен пулей в голову. В 1790 году он находился среди войск, назначенных для штурма Измаила, и за успешные действия произведён в секунд-майоры.
Вслед за тем он получил в командование полк своего имени и в польской кампании 1794 года против повстанцев Костюшко сражался под стенами Праги, за отличие был произведён в премьер-майоры.
18 марта 1798 года получил чин полковника. В 1801—1802 годах Родионов находился на Дону, где занимал должность присутствующего чина в полицейском управлении. В это время стал основателем слободы Родионово-Несветайской Ростовской области. Название пошло от фамилии и присутствующей реки Сухой Несветай. С 1803 года находился с полком на австрийской и польской границах, где нёс кордонную службу.
С началом Отечественной войны 1812 года Родионов с полком был двинут на соединение с действующей армией и вошёл в состав 1-го корпуса. Первым его отличием было сражение 22 августа при обороне Дрисского лагеря, затем он сражался под Жильцами и у Горопатки, где внезапным налётом захватил значительные провиантские запасы французов и множество пленных; за это дело он 31 октября получил чин генерал-майора (со старшинством от 8 сентября). В сражении под Полоцком Родионов был контужен ядром в голову, но строя не оставил и в ноябре действовал на коммуникациях противника, особо отличившись в бою у Смолян, при Борисове и у Студянки при переправе французов через Березину; в последнем деле он сумел захватить 4 орудия и более тысячи пленных.
По изгнании Наполеона из пределов России Родионов продолжил свою боевую деятельность за границей; 10 февраля 1813 года он разбил итальянский пехотный полк в окрестностях Данцига, за что 11 июля 1813 года был награждён орденом св. Георгия 4-й степени (№ 2593 по кавалерскому списку Григоровича — Степанова)
За отличие в сражении с французами при Темпельберге.
31 июля 1813 года Родионов за отличие в кампании 1812 года был пожалован орденом св. Георгия 3-й степени (№ 310 по кавалерским спискам)
В воздаяние отличной храбрости и мужества, оказанных в сражениях против французских войск 15 и 16 ноября 1812 года при Борисове и Студянках.
Также Родионов принимал участие в сражениях при Бауцене, Дрездене, Виттенберге, находился при взятии Берлина и блокаде Магдебурга. В кампании 1814 года он сражался в Голштинии и Ганновере.
По возвращении в пределы России Родионов оставил строевую службу и с 1816 года состоял непременным членом канцелярии Войска Донского.
Среди прочих наград Родионов имел ордена св. Александра Невского, св. Анны 1-й степени с императорской короной и св. Владимира 2-й степени.
Скончался осенью 1826 года, из послужных списков исключён 9 ноября.